# Delali
Delali är en ort i Azerbajdzjan.   Den ligger i distriktet Cəlilabad Rayonu, i den sydöstra delen av landet, 180 km sydväst om huvudstaden Baku. Delali ligger 131 meter över havet och antalet invånare är 374.
Terrängen runt Delali är platt åt nordost, men åt sydväst är den kuperad. Närmaste större samhälle är Yarlı, 13,5 km söder om Delali.
Trakten runt Delali består till största delen av jordbruksmark. Runt Delali är det ganska tätbefolkat, med 104 invånare per kvadratkilometer.